# James Purdy
James Purdy, född 17 juli 1914 i Hicksville, Ohio, död 13 mars 2009 i Englewood, New Jersey, var en amerikansk författare.

## Biografi
James Purdy hyllades under sin samtid som en av de främsta amerikanska författarna av bland andra Edith Sitwell, Gore Vidal, Paul Bowles, Tennessee Williams och Dorothy Parker. Hans romaner, Malcolm (1959), Cabot Wright Begins (1965), Jeremy's Version (1970) med flera, utspelar sig i ett på samma gång realistiskt och symboliskt USA och skildrar med mörk humor outsiders i samhället, deras kriser och längtan efter kärlek. 2013 utkom The Complete Short Stories of James Purdy, en 725-sidig volym med Purdys samtliga noveller.